# Beatrice Dickson

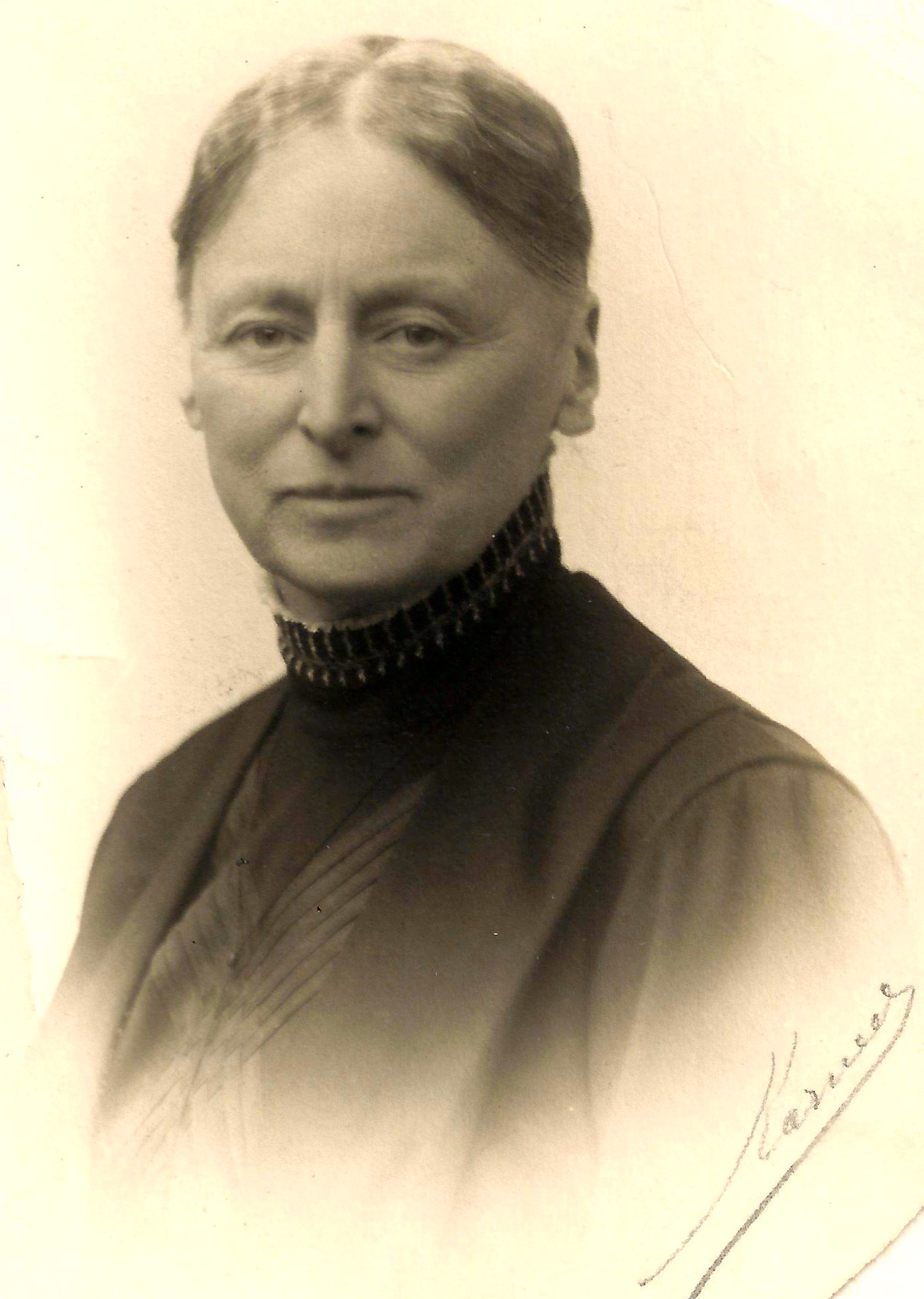
Beatrice Dickson (efter 1909), fotograf Anders Karnell, som hade sin ateljé på Kungsgatan 31 i Göteborg.

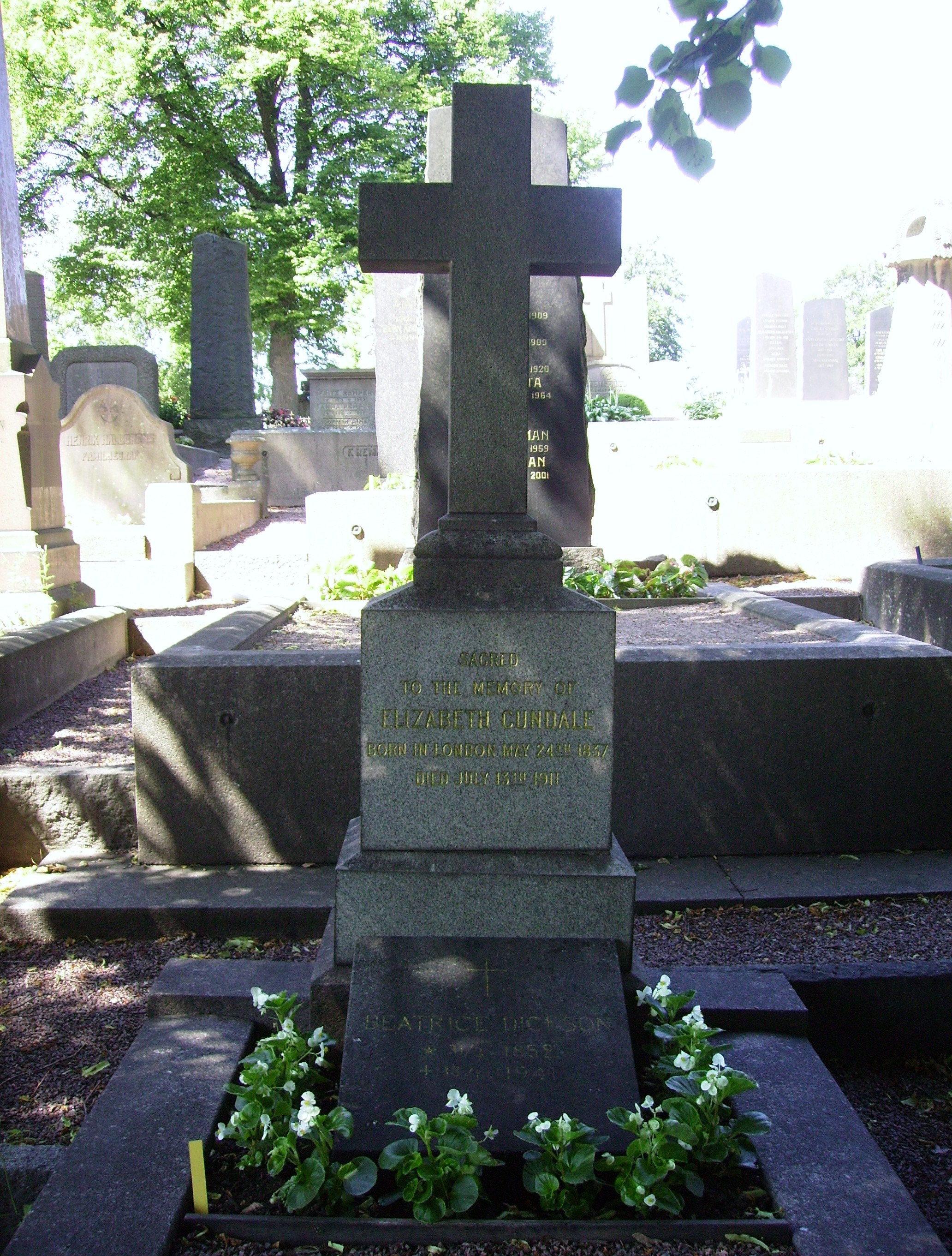
Beatrice Dicksons gravvård på Östra kyrkogården i Göteborg.

Cecilia Elise Beatrice Dickson, född 31 mars 1852 i Göteborg, död 18 januari 1941 i Göteborgs domkyrkoförsamling, var en av den svenska nykterhetsrörelsens pionjärer.

## Biografi
Beatrice Dickson var dotter till James Dickson och Eleonore Willerding (1821–1900). Hon var yngre syster till filantropen Caroline Dickson.
Beatrice Dickson bodde och ägde ett hus vid Norra Allégatan 8 och senare ett annat vid Hvitfeldtsplatsen 4, granne med Engelska kyrkan och Gegerfeltska villan. Båda fastigheterna donerades senare till KFUK.
Åren 1882–1883 vistades Beatrice Dickson med sin mor i London, där hon kom i kontakt med Blåbandsrörelsen. Hösten 1883 startade redaktör Oskar Eklund tidningen Blå Bandet i Sverige. Familjen Dickson finansierade utgivningen av tidningen genom att teckna många gåvoprenumerationer. Den 2 januari 1884 höll man ett möte för trädgårdsarbetarna på familjeegendomen Överås i Göteborg och bildade Öfverås Blåbandsförening, den första i Sverige. Denna växte mycket snabbt och snart hade man över 400 medlemmar. Föreningen flyttade senare från Överås till lokaler i centrala Göteborg och bytte då namn till Sveriges första blåbandsförening. Beatrice Dickson var föreningens sekreterare i 15 år och höll de flesta föredragen vid mötena, som hölls två gånger i månaden.
Under sin Londonvistelse uppmärksammade hon de  "kuskstugor", Cabmen´s Shelter, som från 1875 sattes upp på lämpliga väntplatser i centrala London. Stugorna hade donerats av en grupp aktningsvärda personer med greven av Shaftesbury i spetsen. 
De gröna stugorna var inte längre än "en häst och vagn" och kunde skydda upp till tio kuskar mot väder och vind. Åter i Göteborg tog Beatrice Dickson själv initiativ till och donerade medel för uppförande av ett dussin kuskstugor - ”väntestugor” - i centrala Göteborg under åren 1884–88.
År 1886 bildade Dickson även en blåbandsförening för fabriksarbeterskor, som hon själv blev ordförande för, och 1894 var Dickson med om att bilda Svenska kvinnors evangeliska nykterhetsförbund, vars ordförande hon var fram till 1926. Hon var även ordförande i Göteborgs KFUK 1891–1916. Dickson var styrelseledamot i AB Göteborgssystemet 1907–1917.
Vid det nordiska nykterhetsmötet i Stockholm 1902 var Beatrice Dickson en av talarna. Rubriken på hennes tal var "Den svenska kvinnan och nykterhetsrörelsen".
Dickson startade två sommarhem i Askim, en församlingshydda i Masthugget (Oscar Fredriks församling) och Gårdabo, ett hem för fabriksarbeterskor på Gårda.
Beatrice Dickson är begravd på Östra kyrkogården i Göteborg.

## Utmärkelse
Beatrice Dickson fick medaljen Illis Quorum 1916.